# Arseni Jatsenjoek
Arseni Petrovytsj Jatsenjoek (Oekraïens: Арсеній Петрович Яценюк) (Tsjernivtsi, 22 mei 1974) is een Oekraïens politicus, econoom en jurist. Van 27 februari 2014 tot april 2016 was hij premier van Oekraïne.

## Biografie
Arseni Jatsenjoek werd geboren in de stad Tsjernivtsi in de historische regio Boekovina in een familie van wetenschappers. Hij studeerde rechten aan de Universiteit van Tsjernivtsi, alwaar hij in 1996 zijn doctoraal behaalde. In 2001 studeerde hij tevens af aan de Universiteit voor Handel en Industrie in de richting accountancy en auditing. In 2004 behaalde hij zijn doctoraat aan de Oekraïense Academie voor Bankzaken. Naast zijn studie was hij in de jaren 1992-1997 eigenaar van juridisch adviesbureau "Joerek-Ltd". In de jaren 1998-2001 werkte hij onder meer als kredietadviseur bij de Aval-bank in Kiev.
Zijn politieke carrière begon op 19 september 2001, toen hij op 27-jarige leeftijd waarnemend minister van economische zaken werd in de regering van de Autonome republiek van de Krim, een functie die hij tot januari 2003 bleef vervullen. Van januari 2003 tot februari 2005 was hij vicepresident van de Nationale Bank van Oekraïne en fungeerde in de tweede helft van 2004 tevens als waarnemend president, toen bankpresident Serhij Tihipko campagneleider was van Viktor Janoekovytsj in de presidentsverkiezingen van dat jaar. Vervolgens was Jatsenjoek van 9 maart tot 27 september 2005 vicegouverneur van de oblast Odessa.

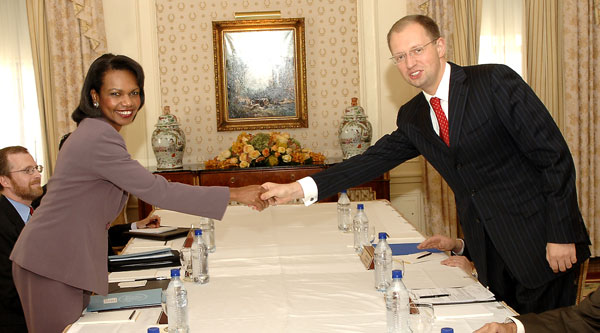
Jatsenjoek in 2007 met zijn Amerikaanse collega Condoleezza Rice

Op 27 september 2005 werd Jatsenjoek minister van economische zaken van Oekraïne in de regering van Joeri Jechanoerov, een functie die hij tot 4 augustus 2006 bleef vervullen. Vervolgens werd hij op 20 september 2006 benoemd tot plaatsvervangend kabinetschef van president Viktor Joesjtsjenko en tevens tot diens vertegenwoordiger binnen de ministerraad. Op 21 maart 2007 werd hij op voorspraak van president Joesjtsjenko minister van buitenlandse zaken van Oekraïne in de regering van Viktor Janoekovytsj.
In de vervroegde parlementsverkiezingen van 30 september 2007 was Jatsenjoek een van de leiders van de partij Ons Oekraïne–Nationaal Zelfverdedigingsblok; hij werd als nummer drie op de lijst in het Oekraïense parlement, de Verchovna Rada, verkozen. Op 4 december 2007 werd hij parlementsvoorzitter. Na het uiteenvallen van de coalitie van Ons Oekraïne en het Blok Joelia Tymosjenko bood hij op 17 september 2008 zijn ontslag aan en werd hij op 12 november uit zijn functie ontheven.
Kort hierop kondigde hij aan een nieuwe politieke partij te willen gaan vormen. Hiertoe vormde hij de in 2007 opgerichte Nationale Partij van de Arbeid (Народна трудова партія), sinds 2008 Democratisch Front (Демократичний фронт), om tot het liberale Front voor Verandering (Фронт Змін), waarvan hij op 28 november 2009 de leider werd. Namens deze partij was hij kandidaat in de presidentsverkiezingen van 17 januari 2010, maar behaalde slechts 6,96 % van de stemmen, goed voor een vierde plaats. De winnaar van de verkiezingen, Viktor Janoekovytsj, bood hem hierop de functie van premier aan, maar Jatsenjoek wees dit aanbod af. In plaats daarvan vormde hij in maart 2010 een schaduwregering tegen de regering van Mykola Azarov.

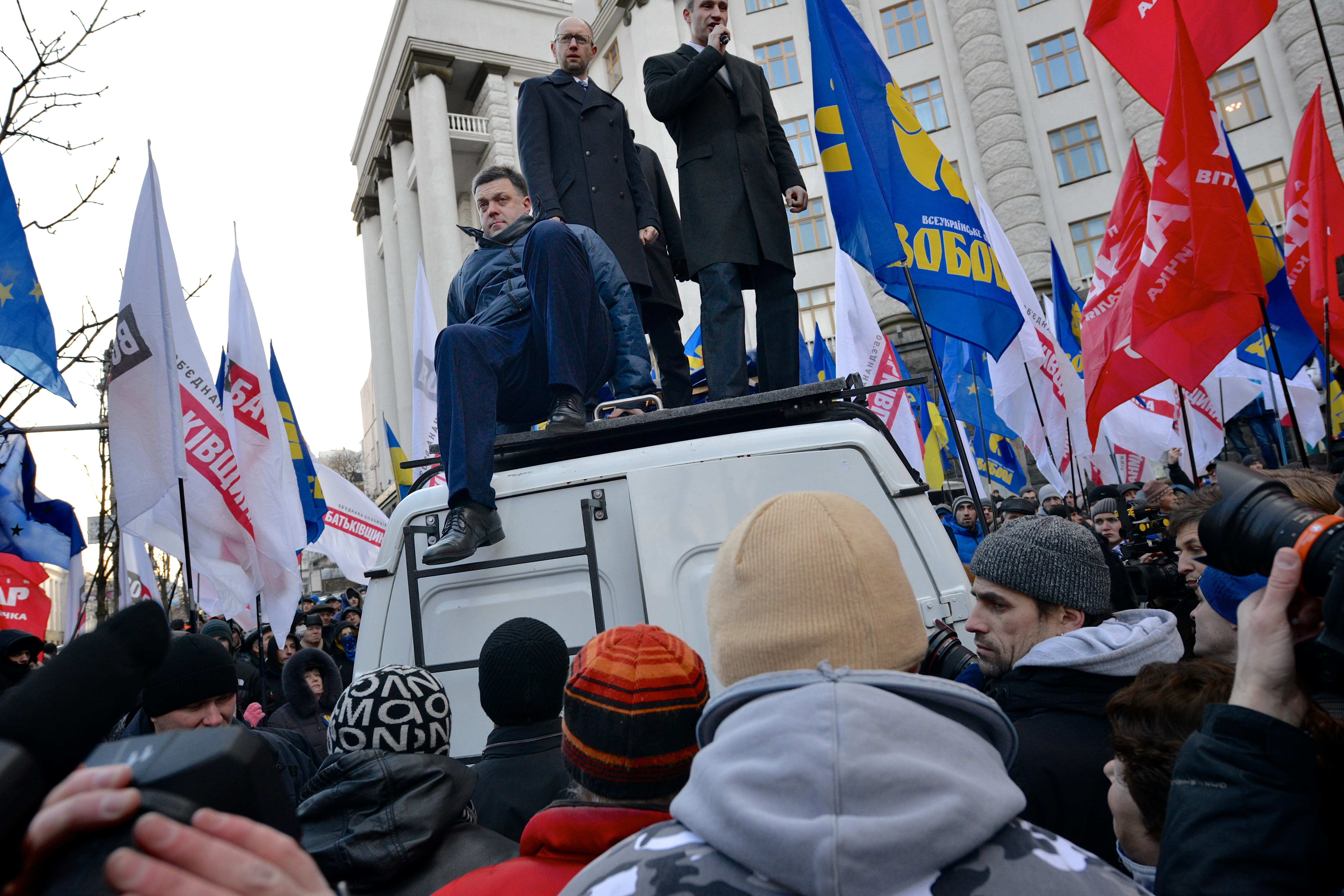
Jatsenjoek met Vitali Klytsjko en Oleh Tjahnybok tijdens een demonstratie in 2013

In april 2012 sloot de partij van Jatsenjoek een coalitie met de partij Batkivsjtsjyna van oud-premier Joelia Tymosjenko onder de naam Verenigde oppositie (Об'єднана опозиція) en beide partijen fuseerden in juni 2013. Bij de parlementsverkiezingen van 28 oktober 2012 behaalde deze coalitie 25,54 % van de stemmen, goed voor 101 van de 450 zetels. Op 11 december werd Jatsenjoek fractievoorzitter in de Verchovna Rada.
Tijdens de pro-westerse Euromaidan-protesten in Oekraïne in 2013-2014 was Jatsenjoek een van de woordvoerders van de oppositie, naast Vitali Klytsjko en Oleh Tjahnybok. Na het aftreden van de regering van Mykola Azarov bood president Janoekovytsj hem op 25 januari 2014 opnieuw de functie van premier aan, maar Jatsenjoek wees dit aanbod van de hand omdat aan veel eisen van demonstranten niet tegemoet was gekomen. Op 26 februari werd Jatsenjoek door de demonstranten naar voren geschoven als premier en op 27 februari werd hij in die functie door de Verchovna Rada geïnstalleerd. Tijdens de Russische overname van de Krim verklaarde Jatsenjoek op een top van de Europese Unie op 6 maart 2014, dat Oekraïne de EU-associatieovereenkomst zo snel mogelijk wilde tekenen. Hij zei daarbij ook dat Oekraïne dringend economische hulp nodig had en noodmaatregelen moest treffen. Ook riep hij Rusland op zijn militairen terug te trekken van Oekraïens grondgebied, het internationaal recht te respecteren en geen separatisme aan te wakkeren.
Op 10 april 2016 nam Jatsenjoek ontslag als premier, na kritiek op de trage aanpak van de corruptie in het land. Volodymyr Grojsman volgde hem op.